# Білянська сільська рада (Кіцманський район)
Біля́нська сільська́ ра́да — адміністративно-територіальна одиниця та орган місцевого самоврядування в Кіцманському районі Чернівецької області. Адміністративний центр — село Біла.

## Загальні відомості
- Населення ради: 612 особи (станом на 2001 рік)

## Населені пункти
Сільській раді були підпорядковані населені пункти:
- с. Біла

## Склад ради
Рада складалася з 16 депутатів та голови.
- Голова ради: Підлубний Василь Георгійович
- Секретар ради: Тарасова Любов Андріївна

### Керівний склад попередніх скликань
| Прізвище, ім'я, по батькові  | Основні відомості                                                                                                | Дата обрання | Дата звільнення |
| ---------------------------- | --- | ------------ | --------------- |
| Підлубний Василь Георгійович | Сільський голова, 1946 року народження, освіта середня спеціальна, безпартійний                                  | 26.03.2006   | 31.10.2010      |
| Підлубний Василь Георгійович | Сільський голова, 1946 року народження, освіта середня спеціальна, член Всеукраїнського об'єднання «Батьківщина» | 31.10.2010   |                 |

Примітка: таблиця складена за даними сайту Верховної Ради України

### Депутати
За результатами місцевих виборів 2010 року депутатами ради стали:

#### За суб'єктами висування
| Суб'єкт висування | Кількість обраних депутатів | %   |
| ----------------- | --------------------------- | --- |
| Самовисування     | 16                          | 100 |

#### За округами
| № округу | Прізвище, ім'я, по батькові     | Дата визнання обраним | Освіта             | Партійна приналежність                        | Відомості про обраного депутата                                                              |
| -------- | ------------------------------- | --------------------- | ------------------ | --------------------------------------------- | -------------------------------------------------------------------------------------------- |
| 1        | Жукотинська Валентина Дмитрівна | 05.11.2010            | вища               | позапартійна                                  | Чернівецька обласна державна адміністрація, заступник начальника головного управління освіти |
| 2        | Гузак Василь Іванович           | 05.11.2010            | вища               | позапартійний                                 | СТО «WABCO», керівник                                                                        |
| 3        | Терлецький Іларій Михайлович    | 05.11.2010            | вища               | член Всеукраїнського об'єднання «Батьківщина» | пенсіонер                                                                                    |
| 4        | Меленко Віктор Альбертович      | 05.11.2010            | вища               | член Всеукраїнського об'єднання «Батьківщина» | Чернівціводоканал, охоронець                                                                 |
| 5        | Каленюк Володимир Ілліч         | 05.11.2010            | середня            | член Всеукраїнського об'єднання «Батьківщина» | салон-магазин «Професіонал», менеджер з продажу                                              |
| 6        | Фліківчук Деонізій Васильович   | 05.11.2010            | вища               | член Всеукраїнського об'єднання «Батьківщина» | ТОВ ВКП «Інма», приватний підприємець                                                        |
| 7        | Марковський Микола Євгенович    | 05.11.2010            | середня спеціальна | позапартійний                                 | приватний підприємець                                                                        |
| 8        | Унгурян Роман Васильович        | 05.11.2010            | середня            | позапартійний                                 | тимчасово не працює                                                                          |
| 9        | Унгурян Любов Василівна         | 05.11.2010            | вища               | позапартійна                                  | будинок культури с. Біла, директор                                                           |
| 10       | Сідор Ілля Васильович           | 05.11.2010            | середня            | позапартійний                                 | Львівська залізниця, старший електромеханік                                                  |
| 11       | Богачук Тетяна Василівна        | 05.11.2010            | вища               | позапартійна                                  | приватний підприємець                                                                        |
| 12       | Анака Марія Іванівна            | 05.11.2010            | вища               | член Всеукраїнського об'єднання «Батьківщина» | пенсіонер                                                                                    |
| 13       | Дутчак Василь Михайлович        | 05.11.2010            | середня            | позапартійний                                 | тимчасово не працює                                                                          |
| 14       | Дутчак Ігор Васильович          | 05.11.2010            | середня            | член Всеукраїнського об'єднання «Батьківщина» | приватний підприємець                                                                        |
| 15       | Зиндик Олег Максимович          | 05.11.2010            | середня            | позапартійний                                 | тимчасово не працює                                                                          |
| 16       | Асямов Андрій Олексійович       | 05.11.2010            | середня спеціальна | позапартійний                                 | приватний підприємець                                                                        |